# Héctor Gómez Hernández
Héctor José Gómez Hernández (Santa Cruz de Tenerife, 16 de novembre de 1978), és un polític espanyol del Partit Socialista Obrer Espanyol.
Va ser president de la Comissió Constitucional del Congrés dels Diputats entre 2022 i 2023, portaveu del Grup Socialista al Congrés dels Diputats entre 2021 i 2022 i secretari de Relacions Internacionals de la Comissió Executiva Federal del PSOE entre 2017 i 2021 i Ministre d´Indústria, Comerç i Turisme durant el 2023. El novembre de 2023 fou substituït per Jordi Hereu.